# Tabanus capelai
Tabanus capelai är en tvåvingeart som beskrevs av Dias 1992. Tabanus capelai ingår i släktet Tabanus och familjen bromsar.
Artens utbredningsområde är Portugal. Inga underarter finns listade i Catalogue of Life.